# Joel Rifkin
Joel Rifkin (ur. 20 stycznia 1959 roku w East Meadow w stanie Nowy Jork w USA), to amerykański seryjny morderca, którego ofiarą w latach 1989–1993 padło 17 młodych kobiet, głównie narkomanek oraz prostytutek.
W celu utrudnienia identyfikacji ofiar Rifikin ćwiartował ich ciała (trzech jego ofiar nigdy nie udało się zidentyfikować). Motywami zbrodni było to, że ze względu na swoją tuszę, Joel nie potrafił sobie radzić z kobietami. Aresztowano go 28 czerwca 1993 roku - nie zatrzymał się do kontroli drogowej. Gdy go zatrzymano, okazało się, że powodem ucieczki były znajdujące się w bagażniku zwłoki. Później przyznał się do pozostałych morderstw. Został skazany na 203 lata pozbawienia wolności.

## Ofiary
| Lp. | Ofiara             | Data                |
| --- | ------------------ | ------------------- |
| 1.  | Heidi Balch        | 5 marca 1989        |
| 2.  | Julie Blackbird    | Maj 1990            |
| 3.  | Barbara Jacobs     | 13 lipca 1991       |
| 4.  | Mary Ellen Deluca  | 1 września 1991     |
| 5.  | Yun Lee            | 23 września 1991    |
| 6.  | Niezidentyfikowana | 20 grudnia 1991     |
| 7.  | Lorraine Orvieto   | 26 grudnia 1991     |
| 8.  | Mary Ann Hollomen  | 2 stycznia 1992     |
| 9.  | Niezidentyfikowana | Kwiecień 1992       |
| 10. | Iris Sanchez       | 10 maja 1992        |
| 11. | Ann Lopez          | 25 maja 1992        |
| 12. | Violet O`Niell     | 16 lipca 1992       |
| 13. | Mary Williams      | 2 października 1992 |
| 14. | Jenny Soto         | 16 listopada 1992   |
| 15. | Leah Evens         | 27 lutego 1993      |
| 16. | Lauren Marquez     | 2 kwietnia 1993     |
| 17. | Tiffany Brescani   | 24 czerwca 1993     |